# Trigo-sarraceno
Trigo-sarraceno (Fagopyrum esculentum), também chamado de trigo-mourisco, é uma planta da família Polygonaceae. Os grãos do trigo-sarraceno são comestíveis e parecem-se aos grãos dos cereais, sendo ricos em rutina, mas são, na verdade, sementes de um fruto aparentado com o ruibarbo e as azedas. Para ser consumido, a casca exterior deve ser removida, um processo que exige equipamento próprio de moagem, devido à sua forma pouco habitual.

## Trigo-sarraceno na gastronomia
Na cozinha polaca, russa e judaica, o trigo-sarraceno é usado para fazer uma papa, chamada kacha, ou kache. Na cozinha ucraniana e russa o trigo-sarraceno se chama hretchka e é largamente usado no dia-a-dia. Na cozinha bretã a farinha do trigo sarraceno faz parte da massa dos crêpes. Na cozinha japonesa, o trigo-sarraceno é chamada de sobá e é largamente consumido no dia-a-dia pelos japoneses como um prato de macarrão mergulhado em caldo quente à base de shoyu, como uma sopa, acrescido de vários tipos de ingredientes desde algas a tempurá, ou com caldo à parte, normalmente gelado (consumido muito no verão).

## Trigo-sarraceno na saúde
É considerado energizante e nutritivo, apresenta altas quantidades de farelo, disponível quer nas variedades leve ou integral, com a variedade integral mais nutritiva. Uma vez que o trigo-sarraceno não contém glúten, é apto para uma dieta celíaca. Apresenta mais proteína do que o arroz, trigo ou milho, fonte de proteínas e de ferro.
É também fonte de manganês, magnésio (o magnésio é um mineral que ajuda a baixar a pressão dos vasos sanguíneos) e fibras dietéticas. Uma só chávena/xícara de trigo-sarraceno contém cerca de 86 miligramas de magnésio. Os seus efeitos benéficos também estão ligados à presença de flavonóides, com destaque para a rutina (Vitamina P) e a quercetina. Estes previnem doenças, com a sua ação antioxidante. A sua proteína é de alto valor biológico, pois contém todos os aminoácidos essenciais, incluindo a lisina. Pesquisas afirmam que uma alimentação rica em grãos integrais, como o trigo sarraceno, previne doenças cardiovasculares, incluindo a aterosclerose, diabetes e obesidade, entre outras, devido ao seu teor de fibras e outros compostos, como gorduras poliinsaturadas.
Os Yi, um dos povos da China, consomem  cerca de 100 g diários de trigo-sarraceno; uma investigação demonstrou que os que na sua dieta alimentar utilizavam trigo-sarraceno, tinham conseguido diminuir os níveis do colesterol LDL e aumento do HDL.